# Drijen Vrelo
Drijen Vrelo är en sjö i Bosnien och Hercegovina.   Den ligger i entiteten Federationen Bosnien och Hercegovina, i den södra delen av landet, 100 km söder om huvudstaden Sarajevo. Drijen Vrelo ligger 1 meter över havet.
Runt Drijen Vrelo är det ganska tätbefolkat, med 93 invånare per kvadratkilometer.